# یواس‌اس سان‌برد (ای‌اس‌آر-۱۵)
یواس‌اس سان‌برد (ای‌اس‌آر-۱۵) (به انگلیسی: USS Sunbird (ASR-15)) یک زیردریایی بود که طول آن ۲۵۱ فوت (۷۷ متر) بود. این زیردریایی در سال ۱۹۴۶ ساخته شد.